# Llista de banderers als Jocs Olímpics de Londres 2012
Per a la cerimònia d'obertura dels  Jocs Olímpics de Londres 2012 van desfilar 204 seleccions nacionals participants.
Les delegacions van entrar en l'Estadi Olímpic de Londres d'acord amb l'alfabet de l'anglès per ser el de la nació amfitriona. Com és tradicional la primera a entrar era Grècia, i l'última, l'equip de la seu dels Jocs, en aquest cas el Regne Unit.
El Comitè Olímpic de les Antilles Neerlandeses que havia planejat seguir funcionant després de la dissolució de les Antilles Neerlandeses en 2010, va tenir la seva membressia retirada pels membres del Comitè Executiu del COI en la 123a Sessió del  COI al juny del 2011. No obstant això, els esportistes de les antigues Antilles Neerlandeses van desfilar de forma independent sota la  bandera olímpica, juntament amb un esportista de Sudan del Sud (país sense  comitè olímpic propi).
Cada delegació va entrar en l'estadi dirigida per tres persones: el banderer al centre, un nen voluntari (portador d'una espècie d'atuell de coure) a l'esquerra de la pantalla, i una jove amb un cartell indicant el nom del país en l'idioma oficial del país organitzador (a la dreta de la pantalla). El nen voluntari va portar un pètal de coure gravat amb el nom de la nació, que seria utilitzat per construir el pebeter olímpic. Les banderes es van plantar en la representació de  Glastonbury Tor en l'estadi.

## Relació de banderers
En la relació següent s'esmenta el nombre en l'ordre d'entrada, codi de país, nom del Comitè Olímpic, portador de la bandera de cada selecció i l'esport en el qual participa o representa:
| No. | Codi | Federació nacional                 | Nom                         | Esport              |
| --- | ---- | ---------------------------------- | --------------------------- | ------------------- |
| 002 | AFG  | Afganistan                         | Nesar Ahmad Bahave          | Taekwondo           |
| 003 | ALB  | Albània                            | Romela Begaj                | Halterofília        |
| 073 | GER  | Alemanya                           | Natascha Keller             | Hoquei herba        |
| 006 | AND  | Andorra                            | Joan Tomàs Roca             | Tir olímpic         |
| 007 | ANG  | Angola                             | Antonia Moreira             | Judo                |
| 008 | ANT  | Antigua i Barbuda                  | Daniel Bailey               | Atletisme           |
| 161 | KSA  | Aràbia Saudita                     | Sultan Mubarak Al-Dawoodi   | Atletisme           |
| 004 | ALG  | Algèria                            | Abdelhafid Benchabla        | Boxa                |
| 009 | ARG  | Argentina                          | Luciana Aymar               | Hoquei herba        |
| 010 | ARM  | Armènia                            | Arman Yeremyan              | Taekwondo           |
| 011 | ARU  | Aruba                              | Jemal Legrand               | Natació             |
| 012 | AUS  | Austràlia                          | Lauren Jackson              | Bàsquet             |
| 013 | AUT  | Àustria                            | Marcus Rogan                | Natació             |
| 014 | AZE  | Azerbaidjan                        | Elnur Mammadli              | Judo                |
| 015 | BAH  | Bahames                            | Chris Brown                 | Atletisme           |
| 016 | BRN  | Bahrein                            | Azza Al Qasmi               | Tir olímpic         |
| 017 | BAN  | Bangladesh                         | Mahfizur Rahman Sagor       | Natació             |
| 018 | BAR  | Barbados                           | Ryan Brathwaite             | Atletisme           |
| 020 | BEL  | Bèlgica                            | Tia Hellebaut               | Atletisme           |
| 021 | BIZ  | Belize                             | Keneth Medwood              | Atletisme           |
| 022 | BEN  | Benín                              | Jacob Gnahoui               | Judo                |
| 023 | BER  | Bermudes                           | Alexander Kirkland          | Vela                |
| 019 | BLR  | Belarús                            | Max Mirnyi                  | Tennis              |
| 025 | BOL  | Bolívia                            | Karen Milenka Torrez Guzmán | Natació             |
| 026 | BIH  | Bòsnia i Hercegovina               | Amel Mekic                  | Judo                |
| 027 | BOT  | Botswana                           | Amantle Montsho             | Atletisme           |
| 028 | BRA  | Brasil                             | Rodrigo Pessoa              | Equitació           |
| 030 | BRU  | Brunei                             | Maziah Mahusin              | Atletisme           |
| 031 | BUL  | Bulgària                           | Tsvetana Pironkova          | Tennis              |
| 032 | BUR  | Burkina Faso                       | Severine Nebie              | Judo                |
| 033 | BDI  | Burundi                            | Diane Nukuri                | Atletisme           |
| 024 | BHU  | Bhutan                             | Sherab Zam                  | Tir amb arc         |
| 037 | CPV  | Cap Verd                           | Adysangela Moniz            | Judo                |
| 038 | CAY  | Illes Caiman                       | Kemar Hyman                 | Atletisme           |
| 034 | CAM  | Cambodja                           | David Sorn                  | Taekwondo           |
| 035 | CMR  | Camerun                            | Annabelle Ali               | Lluita lliure       |
| 036 | CAN  | Canadà                             | Simon Whitfield             | Atletisme           |
| 039 | CAF  | República Centreafricana           | David Boui                  | Taekwondo           |
| 040 | CHA  | Txad                               | Carine Ngarlemdana          | Judo                |
| 052 | CZE  | Txèquia                            | Petr Koukal                 | Bàdminton           |
| 041 | CHI  | Xile                               | Denisse van Lamoen          | Tir amb arc         |
| 042 | CHN  | R.P. de la Xina                    | Jianlian Yi                 | Bàsquet             |
| 051 | CYP  | Xipre                              | Marcos Baghdatis            | Tennis              |
| 043 | COL  | Colòmbia                           | Mariana Pajón               | Ciclisme BMX        |
| 044 | COM  | Comores                            | Feta Ahamada                | Atletisme           |
| 045 | CGO  | Rep. del Congo                     | Lorene Bazolo               | Atletisme           |
| 053 | COD  | R.D. del Congo                     | Zatara Mande Ilunga         | Atletisme           |
| 046 | COK  | Illes Cook                         | Yoon Kyung-Shin             | Handbol             |
| 054 | PRK  | Corea del Nord                     | Song–Choi Pak               | Atletisme           |
| 100 | KOR  | Corea del Sud                      | Kyung Shin Yoon             | Handbol             |
| 048 | CIV  | Costa d'Ivori                      | Ben Youssef Meité           | Atletisme           |
| 047 | CRC  | Costa Rica                         | Gabriela Traña              | Atletisme           |
| 049 | CRO  | Croàcia                            | Venio Losert                | Handbol             |
| 050 | CUB  | Cuba                               | Mijaín López                | Lluita grecoromana  |
| 055 | DEN  | Dinamarca                          | Kim Wraae Knudsen           | Piragüisme          |
| 057 | DMA  | Dominica                           | Erison Hurtault             | Atletisme           |
| 058 | DOM  | República Dominicana               | Gabriel Mercedes            | Taekwondo           |
| 059 | ECU  | Equador                            | César de Cesare             | Piragüisme          |
| 060 | EGY  | Egipte                             | Hensham Mesbah              | Judo                |
| 061 | ESA  | El Salvador                        | Evelyn García Marroquín     | Ciclisme            |
| 194 | UAE  | Emirats Àrabs Units                | Saeed Bin Maktoum           | Tir olímpic         |
| 063 | ERI  | Eritrea                            | Weynay Ghebresilasie        | Atletisme           |
| 167 | SVK  | Eslovàquia                         | Jozef Gönci                 | Tir olímpic         |
| 168 | SLO  | Eslovènia                          | Peter Kauzer                | Piragüisme          |
| 172 | ESP  | Espanya                            | Pau Gasol                   | Bàsquet             |
| 195 | USA  | Estats Units                       | Mariel Zagunis              | Esgrima             |
| 064 | EST  | Estònia                            | Aleksander Tammert          | Atletisme           |
| 065 | ETH  | Etiòpia                            | Yanet Seyoum                | Natació             |
| 147 | PHI  | Filipines                          | Hidylin Diaz                | Halterofília        |
| 067 | FIN  | Finlàndia                          | Hanna Maria Seppala         | Natació             |
| 066 | FIJ  | Fiji                               | Josateki Naulu              | Judo                |
| 069 | FRA  | França                             | Laura Flessel-Colovic       | Esgrima             |
| 070 | GAB  | Gabon                              | Rudy Zang Milama            | Atletisme           |
| 071 | GAM  | Gàmbia                             | Suwaibou Sanneh             | Atletisme           |
| 072 | GEO  | Geòrgia                            | Nino Salukvadze             | Tir olímpic         |
| 074 | GHA  | Ghana                              | Maxwell Amponsah            | Boxa                |
| 075 | GRN  | Granada                            | Kirani James                | Atletisme           |
| 001 | GRE  | Grècia                             | Alexandros Nikolaidis       | Taekwondo           |
| 076 | GUM  | Guam                               | Maria Mcqueen Dunn          | Lluita lliure       |
| 077 | GUA  | Guatemala                          | Juan Ignacio Maegli         | Vela                |
| 078 | GUI  | Guinea                             | Facinet Keita               | Judo                |
| 062 | GEQ  | Guinea Equatorial                  | Bibiana Olama               | Atletisme           |
| 079 | GBS  | Guinea Bissau                      | Augusto Midana              | Lluita lliure       |
| 080 | GUY  | Guyana                             | Winston George              | Atletisme           |
| 081 | HAI  | Haití                              | Linouse Desravine           | Judo                |
| 082 | HON  | Hondures                           | Ronald Bennett              | Atletisme           |
| 083 | HKG  | Hong Kong                          | Wai Sze Lee                 | Ciclisme            |
| 084 | HUN  | Hongria                            | Peter Biros                 | Waterpolo           |
| 087 | IND  | Índia                              | Sushil Kumar                | Lluita lliure       |
| 086 | IOA  | Participants Olímpics Independents | Brooklyin Kerlin            | Comitè organitzador |
| 088 | INA  | Indonèsia                          | Gede Siman Sudartawa        | Natació             |
| 089 | IRI  | Iran                               | Ali Mazaheri                | Boxa                |
| 090 | IRQ  | Iraq                               | Dana Abdul Razak            | Atletisme           |
| 091 | IRL  | Irlanda                            | Katie Taylor                | Boxa                |
| 085 | ISL  | Islàndia                           | Asdis Hjalmsdottir          | Atletisme           |
| 029 | IVB  | IIlles Verges Britàniques          | Tahesia Harrigan-Scott      | Atletisme           |
| 201 | ISV  | Illes Verges Americanes            | Tabarie Henry               | Atletisme           |
| 092 | ISR  | Israel                             | Shahar Zubari               | Vela                |
| 093 | ITA  | Itàlia                             | Valentina Vezzali           | Esgrima             |
| 094 | JAM  | Jamaica                            | Usain Bolt                  | Atletisme           |
| 095 | JAP  | Japó                               | Saori Yoshida               | Lluita lliure       |
| 096 | JOR  | Jordània                           | Nadin Dawani                | Taekwondo           |
| 097 | KAZ  | Kazakhstan                         | Nurmakhan Tinaliyev         | Lluita lliure       |
| 098 | KEN  | Kenya                              | David Rudisha               | Atletisme           |
| 102 | KGZ  | Kirguizstan                        | Chingiz Mamedov             | Judo                |
| 099 | KIR  | Kiribati                           | David Katoatau              | Halterofília        |
| 101 | KUW  | Kuwait                             | Fehaid Al-Deehani           | Tir olímpic         |
| 103 | LAO  | Laos                               | Kilakone Siphonexay         | Atletisme           |
| 106 | LES  | Lesotho                            | Mamorallo Tjoka             | Atletisme           |
| 104 | LAT  | Letònia                            | Mārtiņš Pļaviņš             | Voleibol de platja  |
| 105 | LIB  | Líban                              | Andrea Paoli                | Taekwondo           |
| 107 | LBR  | Libèria                            | Phobay Kutu-Akoi            | Atletisme           |
| 108 | LBA  | Líbia                              | Sofyan El Gidi              | Natació             |
| 109 | LIE  | Liechtenstein                      | Stephanie Vogt              | Tennis              |
| 110 | LTU  | Lituània                           | Virgilijus Alekna           | Atletisme           |
| 111 | LUX  | Luxemburg                          | Marie Muller                | Judo                |
| 068 | MKD  | Macedònia del Nord                 | Marko Blazevski             | Natació             |
| 112 | MAD  | Madagascar                         | Fetra Ratsimiziva           | Judo                |
| 114 | MAS  | Malàisia                           | Pandelela Rinong            | Salts (Natació)     |
| 113 | MAW  | Malawi                             | Mike Tebulo                 | Atletisme           |
| 115 | MDV  | Maldives                           | Mohamed Ajfan Rasheed       | Bàdminton           |
| 116 | MLI  | Mali                               | Rahamatou Drame             | Atletisme           |
| 117 | MLT  | Malta                              | William Chetcuti            | Tir olímpic         |
| 128 | MAR  | Marroc                             | Wilam Dislam                | Taekwondo           |
| 118 | MHL  | Illes Marshall                     | Haley Nemra                 | Atletisme           |
| 120 | MRI  | Maurici                            | Natacha Rigobert            | Voleibol de platja  |
| 119 | MTN  | Mauritània                         | Jidou El Moctar             | Atletisme           |
| 121 | MEX  | Mèxic                              | María Espinoza              | Taekwondo           |
| 122 | FSM  | Micronèsia                         | Manuel Minginfel            | Halterofília        |
| 123 | MDA  | Moldàvia                           | Cristina Iovu               | Halterofília        |
| 124 | MON  | Mònaco                             | Angelique Trinquier         | Natació             |
| 125 | MGL  | Mongòlia                           | Ser-Od Bat-Ochir            | Atletisme           |
| 126 | MNE  | Montenegro                         | Srđan Mrvaljević            | Judo                |
| 127 | MOZ  | Moçambic                           | Kurt Cuoto                  | Atletisme           |
| 129 | MYA  | Myanmar                            | Zaw Win Thet                | Atletisme           |
| 130 | NAM  | Namíbia                            | Gaby Ahrens                 | Tir olímpic         |
| 131 | NRU  | Nauru                              | Itte Detenamo               | Halterofília        |
| 132 | NEP  | Nepal                              | Prasiddha Jung Shah         | Natació             |
| 135 | NCA  | Nicaragua                          | Osmar Bravo                 | Boxa                |
| 136 | NIG  | Níger                              | Moustapha Hima              | Boxa                |
| 137 | NGR  | Nigèria                            | Mariam Usman                | Halterofília        |
| 138 | NOR  | Noruega                            | Mira Verås Larsen           | Piragüisme          |
| 134 | NZL  | Nova Zelanda                       | Nick Willis                 | Atletisme           |
| 139 | OMA  | Oman                               | Ahmed Al-Hatmi              | Tir olímpic         |
| 133 | NED  | Països Baixos                      | Dorian van Rijsselberghe    | Vela                |
| 140 | PAK  | Pakistan                           | Sohail Abbas                | Hoquei herba        |
| 141 | PLW  | República de Palau                 | Rodman Teltull              | Atletisme           |
| 142 | PLE  | Palestina                          | Maher Abu Remeleh           | Judo                |
| 143 | PAN  | Panamà                             | Irving Saladino             | Atletisme           |
| 144 | PNG  | Papua Nova Guinea                  | Toea Wisil                  | Atletisme           |
| 145 | PAR  | Paraguai                           | Benjamin Hockin             | Natació             |
| 146 | PER  | Perú                               | Gladys Tejeda               | Atletisme           |
| 148 | POL  | Polònia                            | Agnieszka Radwanska         | Tennis              |
| 149 | POR  | Portugal                           | Telma Monteiro              | Judo                |
| 150 | PUR  | Puerto Rico                        | Javier Culson               | Atletisme           |
| 151 | QAT  | Qatar                              | Bahiya Mansour Al Hamad     | Tir olímpic         |
| 205 | GBR  | Regne Unit                         | Chris Hoy                   | Ciclisme            |
| 154 | RWA  | Ruanda                             | Adrien Niyonshuti           | Ciclisme            |
| 152 | ROU  | Romania                            | Horia Tecau                 | Tennis              |
| 153 | RUS  | Rússia                             | Maria Xaràpova              | Tennis              |
| 169 | SOL  | Illes Salomó                       | Jenlyn Wini                 | Halterofília        |
| 158 | SAM  | Samoa                              | Ele Opeloge                 | Halterofília        |
| 005 | ASA  | Samoa Americana                    | Ching Maou Wei              | Natació             |
| 155 | SKN  | Saint Christopher i Nevis          | Kim Collins                 | Atletisme           |
| 159 | SMR  | San Marino                         | Alessandra Perilli          | Tir olímpic         |
| 157 | VIN  | Saint Vincent i les Grenadines     | Kineke Alexander            | Atletisme           |
| 156 | LCA  | Saint Lucia                        | Levern Spencer              | Atletisme           |
| 160 | STP  | São Tomé i Príncipe                | Lecabela Quaresma           | Atletisme           |
| 162 | SEN  | Senegal                            | Hortense Diédhiou           | Judo                |
| 163 | SRB  | Sèrbia                             | Novak Djokovic              | Tennis              |
| 164 | SEY  | Seychelles                         | Dominic Dugasse             | Judo                |
| 165 | SLE  | Sierra Leone                       | Ola Sesay                   | Atletisme           |
| 166 | SIN  | Singapur                           | Feng Tianwei                | Tennis de taula     |
| 179 | SYR  | Síria                              | Majed Aldin Ghazal          | Atletisme           |
| 170 | SOM  | Somàlia                            | Zamzam Mohamed Farah        | Atletisme           |
| 173 | SRI  | Sri Lanka                          | Niluka Karunaratne          | Bàdminton           |
| 176 | SWA  | Swazilàndia                        | Luke Hall                   | Natació             |
| 171 | RSA  | Sud-àfrica                         | Caster Semenya              | Atletisme           |
| 174 | SUD  | Sudan                              | Ismail Ahmed Ismail         | Atletisme           |
| 177 | SWE  | Suècia                             | Rolf-Göran Bengtsson        | Equitació           |
| 178 | SUI  | Suïssa                             | Stanislas Wawrinka          | Tennis              |
| 175 | SUR  | Surinam                            | Chinyere Pigot              | Natació             |
| 183 | THA  | Tailàndia                          | Nuttapong Ketin             | Natació             |
| 180 | TPE  | Xina Taipei                        | Chen Shih-chieh             | Halterofília        |
| 182 | TAN  | Tanzània                           | Zakia Mrisho Mohamed        | Atletisme           |
| 181 | TJK  | Tadjikistan                        | Mavzuna Chorieva            | Boxa                |
| 184 | TLS  | Timor Oriental                     | Augusto Ramos Soares        | Atletisme           |
| 185 | TOG  | Togo                               | Benjamin Boukpeti           | Piragüisme          |
| 186 | TGA  | Tonga                              | Amini Fonua                 | Natació             |
| 187 | TRI  | Trinidad i Tobago                  | Marc Burns                  | Atletisme           |
| 188 | TUN  | Tunis                              | Heykel Megannem             | Handbol             |
| 190 | TKM  | Turkmenistan                       | Serdar Hudayberdiyev        | Boxa                |
| 189 | TUR  | Turquia                            | Neslihan Demir Darnel       | Voleibol            |
| 191 | TUV  | Tuvalu                             | Asenate Manoa               | Atletisme           |
| 193 | UKR  | Ucraïna                            | Roman Gontyuk               | Judo                |
| 192 | UGA  | Uganda                             | Ganzi Mugula                | Natació             |
| 196 | URU  | Uruguai                            | Rodolfo Collazo             | Rem                 |
| 197 | UZB  | Uzbekistan                         | Elshod Rasulov              | Boxa                |
| 198 | VAN  | Vanuatu                            | Anolyn Lulu                 | Tennis de taula     |
| 199 | VEN  | Veneçuela                          | Fabiola Ramos               | Tennis de taula     |
| 200 | VIE  | Vietnam                            | Tien Nhat Nguyen            | Esgrima             |
| 202 | YEM  | Iemen                              | Tameem Al–Kubati            | Taekwondo           |
| 056 | DJI  | Djibouti                           | Zourah Ali                  | Atletisme           |
| 203 | ZAM  | Zàmbia                             | Prince Mumba                | Atletisme           |
| 204 | ZIM  | Zimbabwe                           | Kirsty Coventry             | Natació             |